# دولنا کرپوست

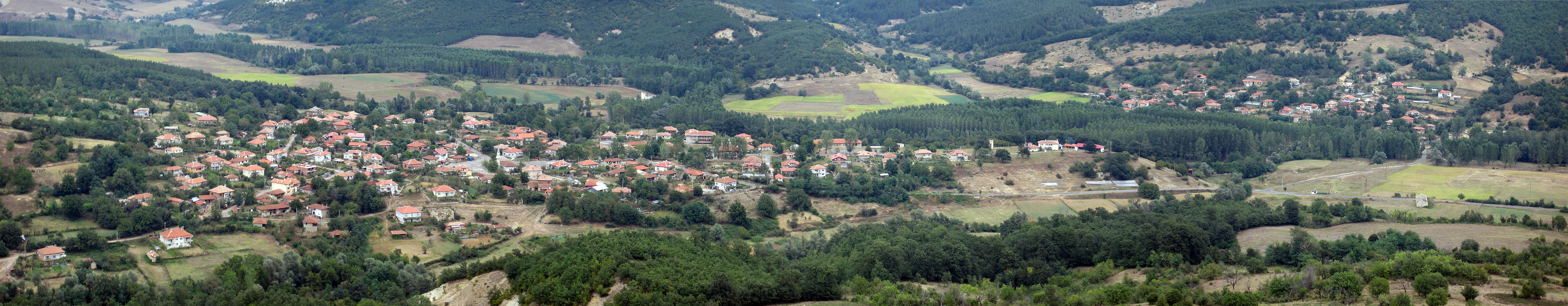
نمای روستاهای بلغاری Gorna krepost (سمت چپ) و Dolna krepost (راست) از Perperikon

دولنا کرپوست (به بلغاری: Dolna krepost) یک منطقهٔ مسکونی در بلغارستان است که در شهرستان کاردژالی واقع شده‌است.